# Antroposofisk Selskab
Antroposofisk Selskab er en stiftelse, der er baseret på den filosofi og livsanskuelse, som udspringer af Rudolf Steiners åndsforskning.
Foreningen blev grundlagt i nytåret 1912/13, da stifteren og åndsforskeren Rudolf Steiner brød med Det Teosofiske Samfund. Teosofien er en ældre okkult bevægelse og i dag inspiration for mange ny-religiøse grupper.
Antroposofisk Selskab og den menneskeopfattelse, som er et særkende blandt bevægelsens medlemmer, har givet inspiration til adskillige praktiske felter såsom lægevirksomhed, biodynamisk landbrug, fødemiddelproduktion, skoleuddannelse, skolehjem, social virksomhed, bevægelseskunst, Merkur Andelskasse m.m.
Selskabet har hovedkvarter i Goetheanum i Dornach (en) ved Basel i Schweiz og er tilknyttet Højskolen for Åndsvidenskab.
Der findes afdelinger af Antroposofisk Selskab i hele verden. Den danske afdeling har ca. 650 medlemmer, mens bevægelsen på verdensplan kan tælle ca. 50.000 medlemmer.
Antroposofisk Selskab Danmark udgiver tidsskriftet Antroposofi, som udkommer 5 gange årligt.